# Lithospermum hancockianum
Lithospermum hancockianum là loài thực vật có hoa trong họ Mồ hôi. Loài này được Oliv. mô tả khoa học đầu tiên năm 1896.